# Peter Kunter
Peter Kunter (* 28. April 1941 in Berlin; † 18. März 2024 in Offenbach am Main) war ein deutscher Fußballspieler auf der Position des Torwarts. Nachdem er zwischen 1961 und 1965 beim seinerzeit zweitklassigen Freiburger FC aktiv gewesen war, spielte er von 1965 bis 1976 für Eintracht Frankfurt. In dieser Zeit absolvierte Kunter 234 Bundesligapartien und gewann 1974 mit Frankfurt den DFB-Pokal. Er gehörte zum erweiterten Kreis der Nationalmannschaft, die 1972 Europameister wurde, kam aber zu keinem Länderspiel. Nach seiner aktiven Karriere war er bei Eintracht Frankfurt von 1977 bis 1979 Vizepräsident und von 2001 bis 2005 Verwaltungsratsmitglied.

## Sportliche Laufbahn
Als Spieler des seinerzeitigen hessischen Amateurligisten Eintracht Wetzlar wurde der mit 1,76 Meter für einen Torhüter eher kleine Peter Kunter gegen Ende der 1950er-Jahre noch im Mittelfeld eingesetzt. Ab 1961 studierte Kunter Zahnmedizin, Sportwissenschaft und Germanistik in Freiburg im Breisgau und spielte seit diesem Umzug in den Südwesten der Republik für den Freiburger FC. Für Freiburg kam er nach der 1963 erfolgten Einführung der Regionalliga als zweithöchster Spielklasse in zwei Jahren zu 69 Punktspielen.
1965 wechselte er zu Eintracht Frankfurt, für die er in der Bundesliga 234 Partien absolvierte. Dazu spielte er jeweils in 17 Begegnungen im DFB-Pokal-Wettbewerb und im Europapokal. Bereits im ersten Jahr löste er den langgedienten 34-jährigen Egon Loy im Tor ab und kam auf 25 Einsätze. Zwischen 1967 und 1969 musste er aber meist hinter dem von Borussia Dortmund gekommenen Vizeweltmeister von 1966 Hans Tilkowski zurückstehen, unter anderem, da er nach einem schweren Verkehrsunfall mehrere Monate ausfiel. Im Dezember 1969 wurde er zum Doktor der Zahnmedizin promoviert. Infolgedessen wurde er in Aufstellungen von Eintracht Frankfurt oft als Dr. Kunter aufgeführt.
Der „fliegende Zahnarzt“ galt als reaktionsschnell und dank zehn gehaltener Elfmeter als Strafstoßtöter. 1971 trug er wesentlich dazu bei, dass die Eintracht nicht abstieg; vor allem beim vorentscheidenden 2:0-Sieg gegen Kickers Offenbach wuchs der Torwart über sich hinaus. Als Kontaktlinsenträger hatte Kunter indes bei den in den 1970er Jahren häufiger werdenden Flutlichtspielen mit Sehproblemen zu kämpfen.
Im August 1974 gehörte Kunter der von Dietrich Weise trainierten Mannschaft an, die erstmals den DFB-Pokal nach Frankfurt holte. Im Düsseldorfer Rheinstadion besiegte die Eintracht im Finale den Hamburger SV mit 3:1 nach Verlängerung. Weitere bedeutende Mitspieler Kunters in jener Mannschaft waren Bundesligarekordspieler Charly Körbel, Jürgen Kalb, Bernd Nickel sowie Kapitän Jürgen Grabowski und Bernd Hölzenbein; die beiden Letztgenannten waren wenige Wochen zuvor in München Weltmeister geworden.
Schon in der Saison 1973/74 musste sich Kunter allerdings die Einsätze weitgehend mit Günter Wienhold teilen, der in den nächsten beiden Spielzeiten in den meisten Spielen der Eintracht im Tor stand. So kam Kunter bei der erfolgreichen Pokalverteidigung 1975 in diesem Wettbewerb nur zu einem Einsatz. 1976 beendete er seine aktive Laufbahn, nachdem er gegen Ende der Saison 1975/76 den schwer verletzten Wienhold noch in acht Bundesliga- und drei Europapokalbegegnungen hatte ersetzen müssen.

### Auswahleinsätze
1958 wurde Kunter ins Tor der U-18-Auswahl des DFB berufen, für die er insgesamt neun Länderspiele bestritt. Beim UEFA-Juniorenturnier, der damals inoffiziellen Europameisterschaft dieser Altersklasse, war der Torsteher aus Wetzlar sowohl 1958 als auch 1959 die No. 1 der westdeutschen Vertretung. In den Jahren danach spielte er vier Mal für die bundesdeutsche Amateurnationalelf.
Im Tor der A-Nationalmannschaft, in der in jenen Jahren Sepp Maier, Norbert Nigbur, Wolfgang Kleff und Bernd Franke eingesetzt wurden, kam er nicht zum Zug. Bei der Endrunde um die Europameisterschaft 1972 in Belgien war „der Doc“ aber als dritter Torhüter, der auf Abruf zu Hause blieb, Teil des Aufgebotes.

## Weiterer Werdegang
Zwischen 1977 und 1979 war er Vizepräsident bei Eintracht Frankfurt und von 2001 bis 2005 Mitglied des Verwaltungsrats. Noch während seiner aktiven Spielerlaufbahn betrieb Kunter in Frankfurt eine Zahnarztpraxis. Später ließ er sich im Rödermärker Stadtteil Ober-Roden nieder. Seit 2005 war er im Ruhestand. Viele Mitspieler und auch jüngere Eintrachtler gehörten zu seinem Patientenkreis. Peter Kunter starb am 18. März 2024 nach kurzer, schwerer Krankheit im Alter von 82 Jahren.

## Trivia
1973 drehte der Regisseur Joachim Kreck den neunminütigen Kurzfilm No 1 mit Kunter, in dem die Torwartposition als solche allgemein behandelt wurde.